# Lacoste (vállalat)
A Lacoste S.A. francia divatcég, amely leginkább galléros pólóiról és krokodil logójáról ismert. A ruházat mellett lábbelit, szemüvegeket, parfümöt, törölközőt és órákat is gyárt, bár utóbbi termékeik licenc alapján készülnek.
A céget René Lacoste profi francia teniszező és André Gillier üzletember alapították 1933-ban. A vállalat székhelye Troyes-ban található. 2012-ben a svájci Maus Frères holding tulajdonába került. 2019-ben 8500 alkalmazottat foglalkoztatott.
René Lacoste-ot „Krokodilnak” becézte az amerikai sajtó, miután fogadott a csapatkapitányával egy krokodilbőrből készült bőröndbe, hogy megnyeri a meccsét. Ezután a francia rajongók keresztelték el „Krokodilnak” a teniszezőt, a pályán tanúsított szívóssága miatt.